# Messalina
Valeria Messalina vagy csak Messalina a Római Birodalom negyedik császárának, Claudiusnak a harmadik felesége volt.
Apai ágon Nero császár unokatestvére, emellett Caligulának szintén unokatestvére és a Birodalom megalapítójának, Augustusnak sokadik ágon unokahúga, Octavianak és Marcus Antoniusnak az unokája volt. Az I. század egyik leghíresebb női alakja, hiszen hírhedtté vált szexuális szokásairól, intrikáiról és a férje ellen szőtt összeesküvésről, amiért végül Kr. u. 48-ban ki is végezték.

## Életének korai szakasza
Messalina Rómában született Kr.u. 17-ben vagy 20-ban, szülei Domitia Lepida (L. Domitius Ahenobarbus consul lánya, aki így féltestvére volt Neronak) és Marcus Valerius Messalla Barbatus (consul viselt férfi volt) voltak. Messalina életének ezen, korai szakaszáról keveset tudni, annyi biztos. hogy 38-ban férjhez ment Claudiushoz aki ekkor 48 éves volt és az ekkor 18 év körüli Messalina unokatestvére is volt. Már a házasságuk évében gyermekük született, akit Claudia Octavianak neveztek el, majd 41-ben Messalina fiú trónörököst is szült férjének, a gyermeket Britannicusnak nevezték el, apja ekkori britanniai győzelmeire (Reges Britannorum) való tekintettel.

## Császárnéként
41-ben a pretoriánusok meggyilkolták Caligula császárt, az ekkor gyorsan lezajlott események után Claudius lett a Birodalom császára ezzel Messalina pedig császárnéi pozícióba került. 
Életének ezen szakaszáról számos írott forrás maradt fenn, amelyek mindegyike egy nimfomán, cselszövő szajhaként mutatja őt be. Ezen forrásokkal szöges ellentétben állnak az érmék és szobrok, melyek egy nyugodt, tiszteletre méltó asszonynak egyszersmind pozitív személyiségnek mutatják.
Az ókor történetírói szerint Messalina üldözte szerelmével azokat a férfiakat, akik megtetszettek neki, és ha azok nem viszonozták közeledését, hamar a hóhér kezei között találhatták magukat. Ugyanúgy, mint azok a nők – tekintélyes, arisztokrata nők is – akik nem engedelmeskedtek olyan kéréseinek, mint például hogy alapítsanak kuplerájokat vagy szegődjenek el kéjhölgynek.  Messalina ezek mellett igyekezett minden, Claudius uralmára potenciálisan veszélyt jelentő elemet eltávolítani, így nem egyszer végeztek ki senatorokat olyan alapon, hogy a császárné álmában látta, amint az adott senator a hatalmat férjétől elragadja. Ugyanígy indított támadást a volt császár Caligula testvérei: Agrippina és Iulia Livilla ellen is. De csak Livillával tudott végezni, míg Agrippina végül Claudius felesége lett.
Claudius valószínűleg tisztában volt felesége züllött természetével, de titkon remélhette, hogy a palatinusi palota berkein belül maradnak ezek a dolgok, és ezért nem lépett semmit. Messalina nemegyszer prostituáltakat küldött férjének, hogy azok helyettesítsék őt a hitvesi ágyban, míg ő Róma városában árulta magát. Suetonius és Tacitus is feljegyezték Messalina bűnös életét, de az előbbi két történetíró leginkább csak intrikáiról számolnak be. Ennél sokkal bátrabban nyilatkozott Plinius A természet históriája című munkájában, amiben feljegyezte, hogy Messalina versenyre hívta ki Róma egyik leghíresebb prostituáltját, és a versenyt Messalina meg is nyerte, azzal hogy egy nap alatt 25 kuncsaftot fogadott. Iuvenalis, a költő még ennél is bátrabban nyilatkozik amikor Szatíráiban csak ribanc császárnénak nevezi Messalinát, továbbá feljegyzi, hogy Messalina mindig utolsóként távozott a bordélyokból, – ahol szőke parókában Lysisca néven fogadta a kuncsaftokat – de még ekkor is kielégítetlen maradt.
Messalina bukását végül egyik szeretője okozta, nevezetesen Gaius Silius senátor, akiről a korszakban azt tartották, hogy Róma legszebb férfija volt.

## Messalina bukása
Gaius Siliusszal való románca túlment minden határon, Tacitus leírása szerint szabályos házasságra léptek egymással és a pár célul tűzte, ki hogy Siliust megteszik császárnak és ketten, Messalinával együtt fognak uralkodni.  Ez a kapcsolat viszont már Claudius fülébe is eljutott, és mivel ezek a tettek már az ő uralkodói kvalitásait sértették lépnie kellett.
Pallas – egy a császári tanácsadók közül, egy felszabadított rabszolga volt –, aki egyébként Messalinával is bizalmas viszonyt ápolt, azt tanácsolta Claudiusnak, hogy az asszonyt ki kell végeznie az adulterium vádjával. Messalina a Vesta-szüzek egyik befolyásos papnőjével a kivégzés hírére férje elé akart sietni, hogy azt megvezesse és megbékítse, Claudius hajlott is volna rá, hogy a szegény asszonyt fogadja, de a Pallas által az asszony megölésére kiküldött praetorianusok ekkora már megtalálták Messalinát, aki Lucullus kertjében volt anyjával, aki állítólag azt mondta neki, hogy már csak egyet tehet, hogy méltósággal, önkezével vet véget bűnös életének. Messalinát végül azon a helyen, Lucullus kertjében ölték meg, a testét anyja mellett hagyták.
… s jelentették Claudiusnak, aki még az ebédnél ült, hogy Messalina meghalt, de nem részletezték, hogy a maga vagy más kezétől-e. Claudius nem érdeklődött, hanem italt kért és a megszokott módon lakomázott tovább. Még a következő napokon sem adta jelét gyűlöletnek, örömnek, haragnak, szomorúságnak, egyáltalán bármiféle emberi érzésnek, akkor sem, mikor az örvendező vádlókat, akkor sem, mikor gyászoló gyermekeit látta. Elősegítette feledését a senatus azzal a határozattal, hogy Messalina nevét és képmásait el kell távolítani a magán- és középületekről.
Claudius, felesége kivégzése után állítólag nem volt túlságosan meghatva, sőt Messalina halála után nem sokkal, a 49. év első napjaiban -ígérete ellenére, amit a pretoriánusoknak tett, miszerint nem nősül többet- újra házasodott Agrippina Minorral, Nero anyjával.